# Ajem-Turco
Ajem-turco ("turco persa") é usado para se referir a uma língua turca falada no Irã entre os séculos XV e XVIII. A língua azeri moderna é descendente desta língua.

## Referencias
1. ↑  Stein 2014.

## Fuentes
- Stein, Heidi (2014). «Ajem-Turkic». Brill Online. Encyclopaedia of Islam, THREE

## Otras lecturas
- Johanson, Lars (2020). «Restricted Access Isfahan – Moscow – Uppsala. On Some Middle Azeri Manuscripts and the Stations Along Their Journey to Uppsala». In:  Csató, Éva Á.; Gren-Eklund, Gunilla; Johanson, Lars; Karakoç, Birsel. Turcologica Upsaliensia: An Illustrated Collection of Essays. [S.l.]: Brill. pp. 167–179. ISBN 978-9004435704